# Gertrude Deninger-Polzer
Gertrude Deninger-Polzer (* 4. Mai 1936 als Gertrude Polzer in Hof in Mähren (heute: Dvorce u Bruntálu)) ist Professorin für Religionswissenschaft und Religionstheologie an der Goethe-Universität in Frankfurt.

## Leben
Nach der Promotion am 22. Juli 1964 zur Dr. phil. lehrt sie als Professorin in Frankfurt am Main. 1997 wurde ihr der Verdienstorden des Landes Rheinland-Pfalz verliehen. Sie lebt in Argenthal.
Ihre Forschungs- und Interessenschwerpunkte sind Religionsphänomenologie und Religionsgeschichte, Weltentstehungs- und Schöpfungsvorstellungen, Tod und Jenseitsvorstellungen, Gottesvorstellungen und Hinduismus, Buddhismus.

## Schriften (Auswahl)
- Kritik des Lebens. Das Menschenbild der Frühschriften Maurice Blondels (= Forschungen zur neueren Philosophie und ihrer Geschichte. Neue Folge Band 16). Triltsch, Würzburg 1965, OCLC 603180933 (zugleich Dissertation, Frankfurt am Main 1964).
- mit Wolfgang Bender: Ethik (= BSV-Studienmaterial). Bayerischer Schulbuch-Verlag, München 1976, ISBN 3-7627-7014-X.
- als Herausgeberin mit Christian Winter und Silvia Dabo-Cruz: Das Denken und seine Folgen. Wege des Denkens aus der Sicht unterschiedlicher Wissenschaftsdisziplinen. Günther Böhme zum 85. Geburtstag. Schulz-Kirchner, Idstein 2008, ISBN 978-3-8248-0285-2.

| Personendaten    | Personendaten                                              |
| ---------------- | ---------------------------------------------------------- |
| NAME             | Deninger-Polzer, Gertrude                                  |
| ALTERNATIVNAMEN  | Polzer, Gertrude (Geburtsname)                             |
| KURZBESCHREIBUNG | deutsche Religionswissenschaftlerin und Religionstheologin |
| GEBURTSDATUM     | 4. Mai 1936                                                |
| GEBURTSORT       | Dvorce u Bruntálu                                          |